# Murder on a Sunday Morning
Murder on a Sunday Morning é um filme-documentário franco-estadunidense de 2001 dirigido e escrito por Jean-Xavier de Lestrade, que fala sobre o caso Brenton Butler. Venceu o Oscar de melhor documentário de longa-metragem na edição de 2002.